# Thurl Ravenscroft
Thurl Arthur Ravenscroft (Norfolk, Nebraska; 6 de febrero de 1914 - Fullerton, California; 22 de mayo de 2005) fue un actor de doblaje y cantante estadounidense conocido por su voz profunda. Durante 53 años fue la voz de «Tony, el Tigre» en más de 500 comerciales de televisión de Zucaritas de Kellogg's. Participó, además, en decenas de películas animadas de Walt Disney Pictures.
Ravenscroft fue el vocalista (no acreditado) de la canción «You're a Mean One, Mr. Grinch» en el especial de Navidad de televisión El Grinch: el Cuento Animado (1966), de Chuck Jones, basado en el clásico del Dr. Seuss ¡Cómo El Grinch robó la Navidad!. Su nombre quedó accidentalmente fuera de los créditos, lo que llevó a muchos a creer (erróneamente) que el narrador de la caricatura, Boris Karloff, cantó la canción. Ravenscroft también cantó «No Dogs Allowed» en la película animada Snoopy, Come Home, «Come Home» y «I Was a Teenaged Brain Surgeon» de Spike Jones.

## Filmografía
- Pinocho (1940)
- Dumbo (1941)
- Saludos Amigos (1942)
- Tiempo de melodía/Ritmo y Melodía (1948)
- Alicia en el país de las maravillas (1951)
- Peter Pan (1953)
- La dama y el vagabundo (1955)
- La bella durmiente (1959)
- 101 dálmatas (1961) (voz del capitán)
- Merlín el encantador/La espada en la piedra (1963) (voz del caballero en la justa)
- Mary Poppins (1964)
- El Grinch: el Cuento Animado (1966)
- El libro de la selva (1967)
- Los Aristogatos (1970) (voz del gato ruso)
- El Gato con Sombrero (1971)
- Snoopy, Come Home (1972)
- El hobbit (1977)
- The Brave Little Toaster (1987)
- The Brave Little Toaster To The Rescue (1997)
- The Brave Little Toaster Goes To Mars (1998)